# Cedrick Mugisha
Cedrick Mugisha (Kigali, Ruanda, 14 de maig de 1997) és un esportista i actor ruandés

## Biografia
Va començar la seva carrera com a jugador de futbol amb el FC Znovmo de la República Txeca. Després es va traslladar a espanya i va fitxar pel Rayo Vallecano de Madrid al gener de 2021.
Model i actor a Espanya, va aparèixer el 2019 en la pel·lícula Dolor i Gloria de Pedro Almodóvar.
Es va donar a conèixer internacionalment gràcies a la sèrie Smiley, produïda per Netflix, en què actua també l'actor català Pep Munné, exjugador del Rayo Vallecano.

## Filmografia
- 2019: Dolor i Gloria, de Pedro Almodóvar.
- 2022: Smiley, de Guillem Clua.